# Chechar
Chechar est une commune de la wilaya de Khenchela en Algérie. Les habitants sont issus du groupe ethnique des berbères Chaouis (en berbère : Icawiyen).